# 心の旅路
『心の旅路』（こころのたびじ、Random Harvest）は、1941年に出版されたジェームズ・ヒルトン作の小説である。この小説は『失われた地平線』、『チップス先生さようなら』などのヒルトンの先行作品と同様にポピュラーになり、その年のパブリッシャーズ・ウィークリー全米ベストセラー小説リストの2位になった。 
この小説は、1942年にマーヴィン・ルロイ監督の同名の映画となり成功を収めた。映画は幾つかの点で小説と異なっている。アカデミー賞の幾つかの部門にノミネートされている。

## 日本語訳
- 山崎晴一 訳『ランドム・ハーヴェスト:心の旅路』朝日新聞社、1949年11月。[2]
- 安達昭雄 訳『心の旅路』角川書店、1974年。[3]
- 中田耕治 訳『心の旅路』三笠書房、1975年10月。[4]

## 映画
『心の旅路』（こころのたびじ、Random Harvest）は1942年のアメリカ合衆国の恋愛映画。
監督はマーヴィン・ルロイ、出演はロナルド・コールマンとグリア・ガースンなど。

### ストーリー
第一次世界大戦の終わり頃（1918年）、フランス戦線で傷ついた英国陸軍大尉がメルブリッジの陸軍精神病院に入院する。彼は、砲撃を受けたショックで完全な記憶喪失になっていた。名前も家も分からないという状態である。ある時、散歩に出た大尉は、戦争終結で喜ぶ群衆を避けて街角の煙草屋へ入るが、そこで親切な踊り子ポーラ・リッジウェイと知り合う。彼女は大尉の境遇に同情している内に、深い恋に陥る。
2人は逃げるようにメルブリッジを去り、親切な牧師の協力を得て結婚式を挙げ、人里離れたリバプール郊外の一軒家に住む。門扉がきしみ、桜の木が玄関の前にある落ち着いた家である。すぐ傍に小川が流れている。大尉の仮の名をジョン・スミスとして届け出て、ポーラは彼を「スミシー」と愛称した。
月日は流れ、息子が生まれたスミシーとポーラは幸せに暮らしていた。そこへ、リバプールの新聞社から採用通知が届き、スミシーはリバプール市内へ出掛け、数日間は市内に泊まって打ち合わせなどすることになる。
ところが、ホテルから出たスミシーは街路で車にはねられ、頭を強く打つ。親切な薬局で介抱され、スミシーは自分の名前がチャールズ・レイニアである事を思い出す。だが、今度はポーラのことを始め生活全てが消え去って、何故今自分が今リバプールにいるのか分からない。つまり、彼は記憶が戻ると共に入れ違いにフランス戦線から帰国して以来の3年間の記憶を全て忘れてしまったのである。しかし、ポケットにある鍵が何故か気になる。
一方、チャールズの父、レイニア氏は富豪で実業家であり、チャールズはその次男であった。実家へ戻ったチャールズは、数日前に父が亡くなったことを知る。父の会社を引き継いで成功させながら、人柄と共に経営感覚の優れたチャールズは著名な実業人としての地位を獲得して行く。
ポーラは、スミシーがリバプールで行方不明になったことから気落ちして病となり、同時に大切な息子も失う。踊り子に戻ることも出来ず、ウェイトレスをしながら生活費を稼ぎ、夜間学校で速記を習う。そしてある会社の秘書をしている時、新聞に若き実業家チャールズ・レイニア氏の写真が掲載されているのを見て、彼が「スミシー」であることを知る。
チャールズが秘書を募集しているのを知って、ポーラはマーガレットと名前を変え、彼の秘書に採用される。チャールズは、マーガレットを見ても何の感情も示さない。彼女は悲しみに打ちひしがれるが、その内チャールズが必ず思い出すであろうことを期待し、熱心に秘書業務に励む。
気性の激しい姪（姉の夫の娘）キティとの結婚話がまとまるが、式が迫る中でキティはチャールズの心の奥底にあるものを鋭く感じ取り、彼女は潔く破談にする。それがきっかけとなって、チャールズは自分の心底に横たわる3年間の記憶喪失を何とか捉えようとして、記憶が戻った街リバプールへ出かけるが、ホテルが保管していた自分の古トランクを見ても何も思い出すことが出来ない。
チャールズは、求められて国会議員になり、その役職を果たす上で信頼する秘書マーガレット（つまりポーラ）に形式上の妻になってくれと頼む。マーガレットは悩んだが、彼を愛する気持ちは変わらないので、それを引き受ける。2人は、見かけ上は幸せな国会議員夫妻として著名になるが、両者共に心には満たされないものが残っている。
ある時、マーガレットは孤独に耐え切れず、チャールズへ南米旅行に行かせてくれと頼む。彼は、訝りながらもリバプール行きの汽車まで彼女を送る。船は2日後にリバプールから出帆するのである。ちょうどその時、メルブリッジの事業所でストライキが発生し、オーナーであるチャールズが乗り込んで、これを円満に解決する。
人々が喜ぶ喧騒の中を歩いていたチャールズは、初めて訪れた街であるにもかかわらず、街角に煙草屋のあることを知っていて、そこへ入る。すると、陸軍精神病院にいたことを次第に思い出し、親切なポーラのことがおぼろげながら心に浮かんでくる。矢も盾もたまらず、彼はそのままリバプールへ出掛け、ホテルで牧師のことや郊外の一軒家の位置を問い合わせ、そこへ出掛けていく。
マーガレットはホテルから出て乗船しようとしていた。その時、ホテルのフロントが何気なく、少し前にある紳士が昔のこと、引退した牧師や小さな家のことなどを色々と問い合わせたと語る。マーガレットは何も言わずに昔の懐かしい住処へ急ぐ。
一方、チャールズは、訝りながらも一軒家の前に立ち、きしむ門扉を開け、懐かしい桜の木の下を通り、玄関のドアの前に立つ。そして、肌身離さず持っていた鍵を取り出して、ドアに差し込む。ぴたりと鍵は合って、昔住んだままの居間が彼を迎え入れる。
ドアを開けて佇むチャールズに、マーガレットは門柵から「スミシー!」と優しく呼びかける。今や記憶が完全に甦ったチャールズはその声に振り返り、マーガレットを見るや「ポーラ!」と叫んで駆け寄る。

### キャスト
| 役名                                                            | 俳優                         | 日本語吹替 | 日本語吹替 | 日本語吹替 |
| 役名                                                            | 俳優                         | テレビ版1  | テレビ版2  | PDDVD版    |
| --------------------------------------------------------------- | ---------------------------- | ---------- | ---------- | ---------- |
| "ジョン・スミス（スミシー）" チャールズ・レイニア               | ロナルド・コールマン         | 小山田宗徳 | 井上孝雄   | 木澤智之   |
| "ポーラ・リッジウェイ" マーガレット・ハンソン                   | グリア・ガースン             | 本山可久子 | 水城蘭子   | 関根明子   |
| ジョナサン・ベネット医師 （精神病院の医師、ポーラの相談相手に） | フィリップ・ドーン           | 島俊介     |            | 高橋伸也   |
| キティ（チャールズの姉の夫の連れ子）                            | スーザン・ピータース         | 渡辺知子   |            | 大塚恵子   |
| シムズ医師（村の医師）                                          | ヘンリー・トラヴァース       |            |            | 宮澤正     |
| ビファー（酒場の主人）                                          | レジナルド・オーウェン       |            |            |            |
| ハリソン（チャールズの部下）                                    | ブラムウェル・フレッチャー   |            |            |            |
| サム（ポーラのショー仲間）                                      | リース・ウィリアムズ         |            |            |            |
| 煙草屋の女主人                                                  | ウナ・オコーナー             |            |            |            |
| シェルドン（執事）                                              | オーブリー・メイザー         |            |            | 柴田秀勝   |
| デヴェンター夫人（宿屋の女主人）                                | マーガレット・ワイチャーリイ |            |            |            |
| チェットウィンド・レイニア（チャールズの兄）                    | アーサー・マーゲットソン     |            |            |            |
| ジョージ・レイニア                                              | メルヴィル・クーパー         |            |            |            |
| ジュリアン・レイニア                                            | アラン・ネイピア             |            |            |            |
| リディア・レイニア                                              | ジル・エズモンド             |            |            |            |
| 牧師                                                            | アイヴァン・シンプソン       |            |            |            |
| 牧師の妻                                                        | マリー・デ・ベッカー         |            |            |            |
| ロイド氏                                                        | チャールズ・ウォルドロン     |            |            |            |
| ロイド夫人                                                      | エリザベス・リスドン         |            |            |            |

- テレビ版1：放送日1970年5月16日 NHK『劇映画』[7]、1972年1月6日『木曜洋画劇場』他

### 映画批評家によるレビュー
興行的には成功したにもかかわらず、当時の批評家たちからの評価は低い。ジェームズ・エイジーは「ロナルド・コールマンの記憶喪失に2時間も興味を持ち続けることができ、朝食にヤードレーのシェービングソープを喜んで食べられる人に、この映画を勧めたい」と書いている。
ニューヨーク・タイムズのレビューで、ボズレー・クラウザーは「過剰に感情的な割に、『心の旅路』は奇妙なほど空虚な映画である」「ミス・ガースンとミスター・コールマンは魅力的で、完璧な演技をしている。しかしリアルには全く見えない」との意見を述べている。
バラエティ誌は2人の主演、特にガースンの演技を賞賛しているが、コールマンは役柄に対して老けて見えると指摘している。
しかし、公開から数十年後には高く評価する批評家も現れている。シカゴ・リーダーのジョナサン・ローゼンバウムは、この作品には「その意図通りに、ある種の錯乱した誠実さと高潔さ」があると認めている。
レナード・マルティンのミニレビューには「ジェームズ・ヒルトンの小説は、コールマンとガースンが最高の状態で、MGMから最高に楽しい扱いを受けている」と書かれている。
ハル・エリクソンは「通常の状況では、『心の旅路』のうち1分も信じないだろうが、スターたちと著者のジェームズ・ヒルトン（『失われた地平線』『チップス先生さようなら』など）が織りなす魔法の呪文が信じられないような荒唐無稽さを完全に信憑性のあるものに変えている」と書いている。
アメリカン・フィルム・インスティチュートが2002年に発表した「情熱的な映画ベスト100」では36位にランクインしている。
Rotten Tomatoesによれば、10件の評論のうち高評価は90%にあたる9件で、平均点は10点満点中7.8点となっている。
Metacriticによれば、11件の評論のうち、高評価は6件、賛否混在は4件、低評価は1件で、平均点は100点満点中62点となっている。

### ノミネート歴
第15回アカデミー賞
- 作品賞
- 監督賞 - マーヴィン・ルロイ
- 主演男優賞 - ロナルド・コールマン
- 助演女優賞 - スーザン・ピータース（英語版）
- 脚色賞 - クローディン・ウェスト（英語版）、ジョージ・フローシェル（英語版）、アーサー・ウィンペリス（英語版）
- 劇・喜劇映画音楽賞 - ハーバート・ストサート（英語版）
- 美術監督賞（白黒） - 美術：セドリック・ギボンズ、ランドール・デュエル（英語版）、装置：エドウィン・B・ウィリス、ジャック・D・ムーア（英語版）

## ラジオドラマ
1944年1月31日に米国のラジオ番組「ラックス・ラジオ劇場」において、映画版と同じくロナルド・コールマンとグリア・ガースンの主演で放送された。
録音された番組（55分19秒）はインターネットアーカイブで公開されている。
1949年2月17日に原作者のジェームズ・ヒルトンがホストを務める米国のラジオ番組「ホールマーク・プレイハウス」において、ジョーン・フォンテイン主演で放送された。
録音された番組（27分50秒）はインターネットアーカイブで公開されている。

## その他
1975年11月から1976年1月まで、舞台設定を1960年頃の日本の秋田県に翻案した全13話のテレビドラマが日本テレビ系で放映されている。
1992年に日本の宝塚歌劇団によりミュージカル化されている。